# Yên Thắng, Tương Dương
Yên Thắng là một xã thuộc huyện Tương Dương, tỉnh Nghệ An, Việt Nam.
Xã Yên Thắng có diện tích 77,27 km², dân số năm 1999 là 2661 người, mật độ dân số đạt 34 người/km².